# Медвежье (Калачеевский район)
Медве́жье — село в Калачеевском районе Воронежской области.
Административный центр Россыпнянского сельского поселения.

## Население
| 1859 | 1897 | 2010 |
| ---- | ---- | ---- |
| 595  | ↗864 | ↘381 |

## Улицы
| - пер. 1-й, - пер. 2-й, - пер. 3-й, | - ул. 50 лет Октября, - ул. Гагарина, - ул. Первомайская, | - ул. Победы, - ул. Полевая, - пер. Полевой. |